# Namasenda
Naomi Namasenda,  känd som Namasenda, född 14 november 1993, är en svensk sångerska och låtskrivare. Hon är mest känd för utgivningar på skivbolaget PC Music.

## Examen och musikkarriär
Namasenda föddes i Sverige av ugandiska föräldrar. 2012 tilldelades hon sångstipendium av Hollywood Chamber of Commerce. Hon avlade en examen från Musicians Institute i Kalifornien och flyttade tillbaka till Sverige för att arbeta med ny musik. Hon släppte sin debutsingel "Here" 2016, med BFOTY.  Hon handplockades som "breakthrough act" av Red Bull Select. 2017 släppte hon sin debut-EP, hot_babe_93, och delade ut ett pris på Grammisgalan. 
Med singeln "24/7" år 2019, blev hon den första svarta artisten som signerades på skivbolaget PC Music. Samma år medverkade hon på den amerikanska sångerskan LIZ:s Planet Y2K- album. Namasenda släppte "Dare (AM)" och "Dare (PM)" i april 2020, båda producerade av AG Cook, följt av "Wanted" i november 2020. 
Namasenda släppte "Demonic", "Banana Clip", "Finish Him" och "No Regrets" som singlar från mixtapedebuten Unlimited Ammo, som släpptes den 28 oktober 2021.

## Diskografi

### Mixtapes
| Titel          | Detaljer                                                                                  |
| -------------- | ----------------------------------------------------------------------------------------- |
| Unlimited ammo | - Släppt: 28 oktober 2021 - Förlag: PC Music - Format: LP, Digital nedladdning, streaming |

### Remixalbum
| Titel                            | Detaljer                                                                |
| -------------------------------- | ----------------------------------------------------------------------- |
| Unlimited Ammo: Infinity (Remix) | - Släppt: 8 april 2022 - Förlag: PC Music - Format: Digital nedladdning |

### EPs
| Titel       | Detaljer                                                                                    |
| ----------- | ------------------------------------------------------------------------------------------- |
| hot_babe_93 | - Släppt: 22 september 2017 - Förlag: Självutgiven - Format: Digital nedladdning, streaming |

### Singel
| Titel                                 | År   | Album            |
| ------------------------------------- | ---- | ---------------- |
| "Here" (featuring BFOTY)              | 2016 | hot_babe_93      |
| "Ok Bye"                              | 2017 | hot_babe_93      |
| "24/7"                                | 2019 |                  |
| "Dare (AM)"                           | 2020 | PC musik volym 3 |
| "Dare (PM)"                           | 2020 |                  |
| "Wanted"                              | 2020 |                  |
| "Demonic" (featuring La Zowi)         | 2021 | Unlimited Ammo   |
| "Banana Clip" (featuring Mowalola)    | 2021 | Unlimited Ammo   |
| "Finish Him" (featuring Joey LaBeija) | 2021 | Unlimited Ammo   |
| "No Regrets"                          | 2021 | Unlimited Ammo   |